# Giuseppe Bossi
Pour les articles homonymes, voir Bossi.
Giuseppe Bossi (Busto Arsizio, Lombardie, 11 août 1777 - Milan, 9 novembre 1815) est un peintre italien, administrateur d'art et écrivain. Il est l'une des figures les plus importantes du néoclassicisme en Lombardie, avec Andrea Appiani, Ugo Foscolo, Giuseppe Parini, ou Alessandro Manzoni
Giuseppe Bossi est un partisan résolu de la République cisalpine. De 1801 à 1807, il est le secrétaire de l'Académie des beaux-arts de Brera. Il peint en 1802 le tableau La Reconnaissance de la République Italienne envers Napoléon (La Riconoscenza della Repubblica Italiana a Napoleone). 
Il est présenté à l'empereur par Francesco Melzi d'Eril en 1805. La même année,  Francesco Melzi d’Eril commande à Bossi La Paix de Constance, une métaphore du nouveau Royaume d’Italie, qui devait amener la paix et l’unité à l’Italie. Le tableau ne fut jamais exécuté, mais son carton est conservé au cabinet des dessins du Castello Sforzesco.
En avril 1807, le vice-Roi d’Italie, Eugène de Beauharnais, commande à Giuseppe Bossi une copie de la Cène de Léonard de Vinci dont  Giacomo Raffaelli doit  tirer une mosaïque. Giuseppe Bossi s’efforce de restituer le plus fidèlement possible la fresque en se basant sur un long travail de documentation. Il étudie et effectue  plusieurs calques  des différentes copies existantes de la Cène :  des calques des  têtes des apôtres peints par Andrea Solari à Castellazzo et de celles peintes par Andrea Bianchi, dit il Vespino pour le cardinal Federico Borromeo, des calques des mains de Ponte Capriasca. Il s’efforce de restituer le plus fidèlement possible cette recherche dans son ouvrage, Del Cenacolo di Leonardo da Vinci Libbri Quattro. 
La copie de Giuseppe Bossi fut louée par ses amis, mais vivement attaquée en 1816 par Ugo Foscolo dans son pamphlet Hypercalypseos. Liber singularis, dirigé contre les anciens  partisans de Napoléon et du Regno Italiano.
Il a réalisé les portraits de Dante, Vinci, Le Titien, qui furent gravés au burin par P. Bettoni et G. Garavaglia.